# Polandball

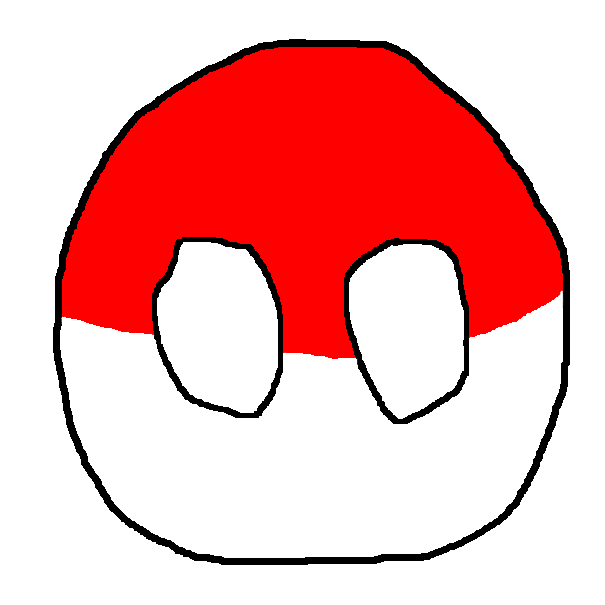
Una representació de Polandball generada per usuaris

Polandball (bola-Polònia), també coneguda com a countryball (bola-país), és un mem d'internet generat per usuaris que va néixer al fòrum /int/ del lloc d'imageboard Alemany Krautchan.net en la segona meitat de l'any 2009. El mem es manifesta en molts còmics online, on els països són presentats com cercles que interaccionen, en principi emprant un anglès incorrecte, burlant-se dels estereotips nacionals i de les relacions internacionals. L'estil del còmic es pot anomenar com a Polandball (encara que Polònia no estigui entre els personatges del còmic) o bé countryball .

## Polandball

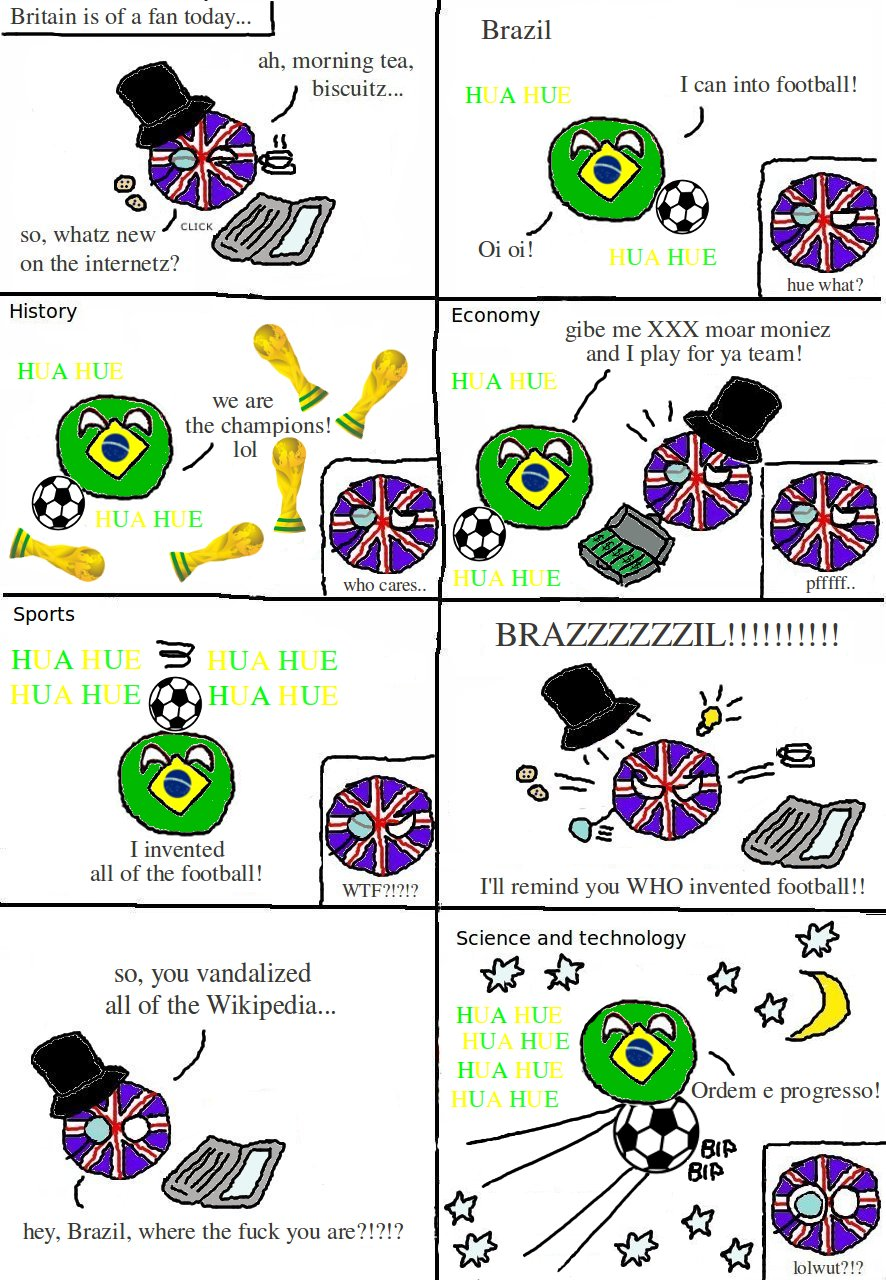
Un dibuix del còmic Polandball creat per un usuari que parla sobre la megalomania de Brasil i els estereotips del futbol en el context de la Viquipèdia.

Polandball té les seves arrels en la ciberguerra entre els usuaris polonesos d'internet i la resta del món a drawball.com que va ocórrer l'agost de 2009. El lloc web que ofereix un llenç virtual, permet als usuaris d'internet dibuixar el que vulguin, i permet dibuixar sobre el ja dibuixat prèviament per altres usuaris. En la internet polonesa, va sorgir la idea de dibuixar la bandera polonesa a la bola, i milers de polonesos junts van aconseguir prendre's la bola com un dibuix blanc a sobre i vermell a sota, amb la paraula "POLSKA" escrita enmig. Després de coordinar amb 4chan, aquest dibuix fou després cobert amb una esvàstica gegant.
Krautchan.net és un imageboard en alemany, de qui el fòrum /int/ és freqüentat per internautes de parla anglesa. El començament del mem Polandball fou el setembre del 2009, fent servir Microsoft Paint en una forma apolítica de trollejar un polonès del mateix fòrum que feia contribucions amb un anglès mal emprat, situació que fou aprofitada per diversos russos per dibuixar còmics de Polandball amb gran entusiasme.
La premissa de Polandball, que va augmentar la seva popularitat després de l'accident aeri a Smolensk on va morir el president polonès Lech Kaczynski, és que representa a Polònia i la seva història, relacionat amb altres països i estereotips enfocant-se en la megalomania polonesa i complexos nacionals. Les interaccions entre les boles s'acostumen a escriure en un anglès mal empleat i amb l'argot d'internet, semblant al mem Lolcat, i al final, la caricatura de Polònia, que és representada expressament amb vermell per sobre de blanc (al contrari de la bandera de Polònia), és vista en principi plorant.
Alguns còmics de Polandball néixen de la premissa que Rússia pot anar a l'espai, mentre que Polònia no. Una de les caricatures més populars comença amb la premissa que el planeta Terra serà colpejat per un meteorit gegant, fent que tots els països amb tecnologia espacial abandonin la Terra i vagin a una òrbita al voltant del planeta. Al final de la caricatura, Polònia, encara al planeta Terra, està plorant, i en anglès mal empleat diu "Polònia no poder a espai" (sic). D'aquesta forma humorística, els russos paren qualsevol discussió amb els polonesos respecte a quin país és superior. En un altre còmic de Polandball que aprofundeix en la sàtira històrica-política, Polònia és vista avorrint altres països, amb la seva proclamació de "Quan vàrem destruir Rússia i als turcs nosaltres érem el país més gran del món ...i..." fent que altres països se'n burlin. Polònia, per aquest moment ja irritada, diu kurwa i mostra un cartell que llegeix "Internet serious business" (negocis seriosos d'Internet), cartell que és un eslògan d'internet fet servir per ridiculitzar d'altres que tracten temes amb desdeny, i en la típica convenció de Polandball acaba plorant.

## Altres boles

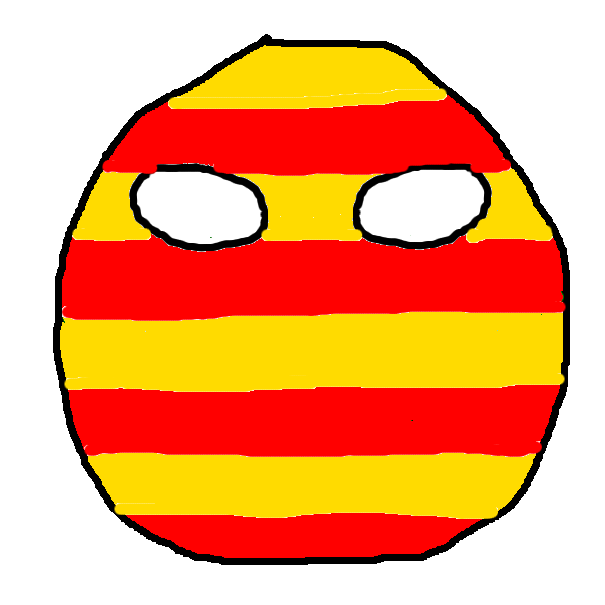
Una representació de Catalunya generada per usuaris en l'estil Polandball

Polandball també inclou mems d'altres països, i per convenció aquests còmics també s'anomenen Polandball, encara que també se'ls pot dir countryball. Segons Lurkmore.to, Baviera també té la seva bola, i d'altres n'han sigut creades per a estats dels Estats Units, Catalunya i Sibèria, entre d'altres. Singapur pren la forma d'un triangle, Israel pren forma d'un Hipercub (en referència a la física jueva), Kazakhstan pren la forma d'un maó i Gran Bretanya surt fent servir barret i monocle.